# ولادان کواچویچ
ولادان کواچویچ (سیریلیک صربی: Владан Ковачевић؛ زادهٔ ۱۱ آوریل ۱۹۹۸) بازیکن فوتبال است.
از باشگاه‌هایی که در آن بازی کرده‌است می‌توان به باشگاه فوتبال سارایوو اشاره کرد.

## دوران ملی
وی همچنین در تیم ملی فوتبال زیر ۲۱ سال بوسنی و هرزگوین بازی کرده‌است و سابقه دعوت شدن به تیم ملی بزرگسالان تیم ملی فوتبال صربستان را نیز دارد.